# Михайловка (Скворчихинский сельсовет)
Миха́йловка (баш. Михайловка) — деревня в Ишимбайском районе Башкортостана, входит в состав Скворчихинского сельсовета.

## Население
| 2002 | 2009 | 2010 |
| ---- | ---- | ---- |
| 1    | ↗4   | ↘3   |

## Географическое положение
Расположена по берегу реки Белой.
Михайловка связана местными дорогами с Юлдашево и Кинзекеево, через переправу — с. Верхнеюлдашево на левом берегу Белой.
Расстояние до:
- районного центра (Ишимбай): 28 км,
- центра сельсовета (Скворчиха): 10 км,
- ближайшей ж/д станции (Салават): 46 км.

## Геология и палеонтология
К юго-западу от деревни, на правом берегу реки Белой обнажаются отложения северодвинского яруса пермского периода, представленные известняками, конгломератами, песчаниками, алевролитами, мергелями и доломитами. В алевролитах обнаружены окаменелости остракод родов Paleodarwinula и Suchonellina.

## Улицы
В деревне одна улица: Заречная. 